# Ryszard Polak
Ryszard Andrzej Polak (ur. 29 grudnia 1946 w Łodzi) – polski piłkarz i trener.

## Piłkarz
Karierę rozpoczynał w MKS Łodzianka. W 1965 roku przeszedł do Łódzkiego Klubu Sportowego, w barwach którego grał do sezonu 1978/1979. Następnie grał w Zawiszy Bydgoszcz i Starcie Łódź. Pod koniec swojej kariery wyjechał do Kanady i USA, gdzie grał w klubach polonijnych.
Na koncie ma jeden występ w reprezentacji Polski, w meczu z Węgrami (1975).

## Trener
Jako trener, swoją karierę rozpoczynał w 1987 roku u boku Leszka Jezierskiego w Łódzkim Klubie Sportowym. W listopadzie 1991 roku, wraz z Andrzejem Pyrdołem, został szkoleniowcem ŁKS Łódź, by po zakończeniu rundy jesiennej sezonu 1991/1992, objąć już samodzielnie funkcję pierwszego trenera tegoż klubu. „Rycerzy Wiosny” prowadził do 1995 roku, osiągając w tym czasie spore sukcesy (brązowy medal MP 1993, finał PP 1994).
Po rozstaniu z ŁKS Łódź, krótko (bo przez 1. kolejkę) trenował Widzew Łódź, następnie Stomil Olsztyn oraz Lecha Poznań.
W 1997 roku powrócił na stadion przy al. Unii, do Łódzkiego Klubu Sportowego, zostając asystentem Marka Dziuby. W trakcie sezonu 1997/1998, dwukrotnie zamieniał się z nim pełnionymi funkcjami. Roszady te okazały się niezwykle skuteczne i przyniosły pierwsze po 40. latach mistrzostwo Polski dla łodzian.
Funkcję pierwszego szkoleniowca ŁKS Łódź obejmował jeszcze trzykrotnie w następnych latach.

## Odznaczenia
9 listopada 2018 otrzymał Odznakę „Za Zasługi dla Miasta Łodzi” (nadaną uchwałą nr LXXVI/2069/18 Rady Miejskiej w Łodzi z dnia 10 października 2018).